# Maria Umbelina Alves Couto
Maria Umbelina Alves Couto (Campinas, 8 de janeiro de 1848 — Campinas, 21 de julho de 1903) foi uma benemérita campineira, idealizadora e fundadora do Liceu Salesiano Nossa Senhora Auxiliadora, tradicional instituição de ensino de Campinas.
Sensibilizada com a sorte de inúmeras crianças cujos pais foram vítimas das epidemias de febre amarela - mal que devastou a cidade em fins do século XIX -, teve Maria Umbelina a ideia de criar uma instituição que cuidasse desses desamparados. Assim, mobilizou toda a sociedade campineira, angariando significativos recursos, além daqueles que ela própria e muitos de seus parentes legaram. Em atitude rara numa época em que o machismo imperava, Maria Umbelina ia pedir, de porta em porta, contribuições para que pudesse concretizar seu objetivo. Ao seu encontro veio o Cônego João Batista Correia Néri, mais tarde o primeiro bispo de Campinas, que posteriormente entregou a instituição aos auspiciosos cuidados dos padres salesianos de Dom Bosco. Graças à iniciativa de Maria Umbelina e à ajuda de Dom Néri, assim como de Geraldo Ribeiro de Sousa Resende e Maria Amélia Barbosa de Oliveira (Barões de Geraldo de Resende) e de Francisco Bueno de Miranda e Amélia Alves Bueno de Miranda - que doaram a área onde foi erguido o colégio - pôde o Liceu ser inaugurado em 1897. Dirigido, como se disse, desde pouco tempo depois de sua fundação, pela ordem salesiana é hoje o Liceu um dos mais importantes educandários campineiros.
Maria Umbelina Couto era filha do Alferes Custódio Manuel Alves, o segundo deste nome, presidente da Câmara Municipal de Campinas (então Vila de São Carlos) na legislatura de 1837-41 e de Ana Carolina de Barros. Nascida Maria Umbelina Alves Cruz, casou-se, em 7 de maio de 1870 com o major Antônio Francisco de Andrade Couto, prestante cidadão, comerciante e fazendeiro em Campinas, vereador em diversas legislaturas, assim no Império como na República, com quem teve três filhos: Altemira Alves Couto, casada com o Dr. Adriano Júlio de Barros; Maria Alves Couto, casada com Sabino Júlio de Barros e o major Herculano Alves Couto, casado com Raquel Judite de Oliveira Valente.
Era irmã, entre outros, do Dr. Luís Silvério Alves Cruz, presidente da província de Goiás, e do terceiro Custódio Manuel Alves, cofundador do Clube Semanal de Cultura Artística de Campinas.
A Rua Maria Umbelina Couto, situada no bairro Taquaral daquela cidade, presta tributo a sua memória.